# Gemeine Schnepfenfliege

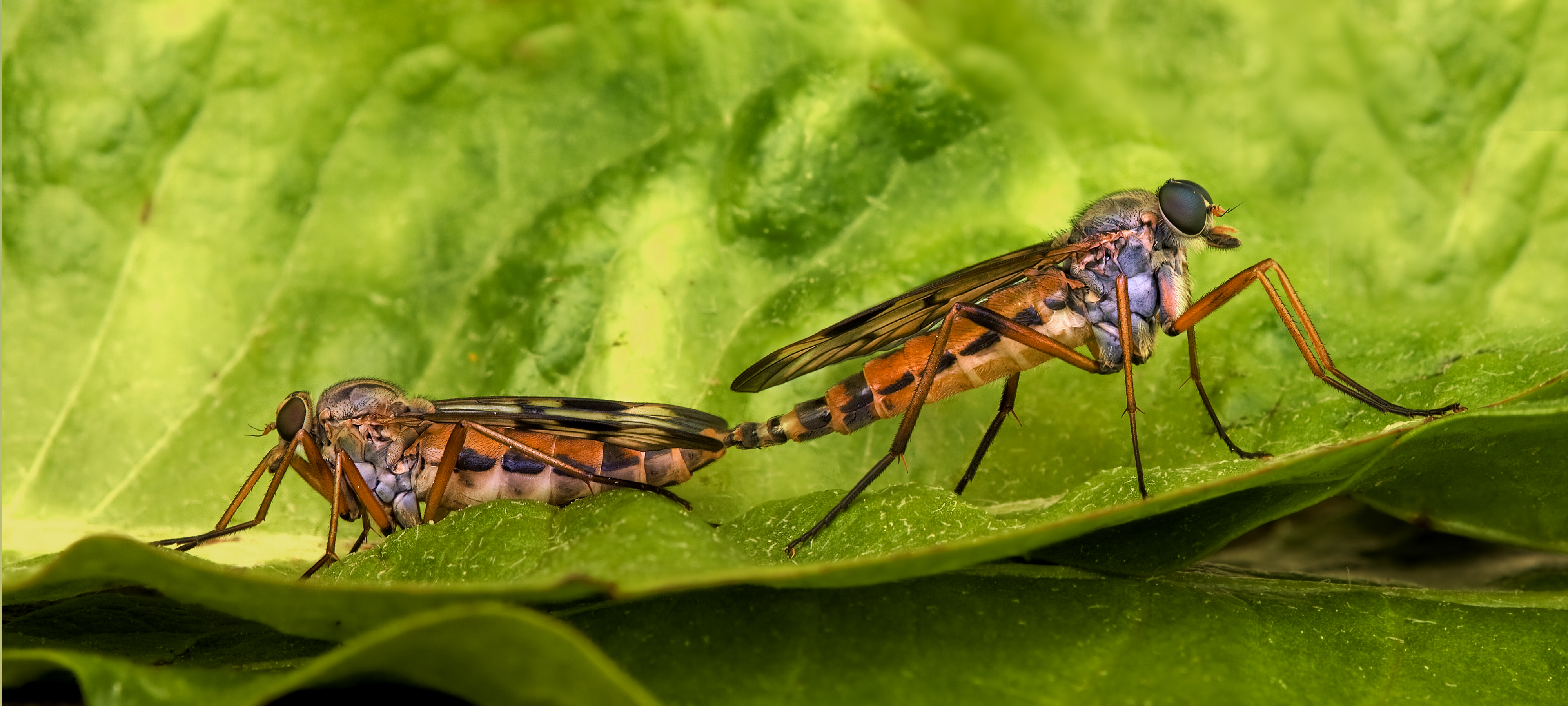
Paarung. Links das weibliche, rechts das männliche Tier

Die Gemeine Schnepfenfliege (Rhagio scolopaceus) ist eine Art aus der Familie der Schnepfenfliegen innerhalb der Ordnung der Zweiflügler (Diptera).

## Merkmale
Die Art erreicht eine Körperlänge von 8 bis 14 Millimetern. Die schlanken und langbeinigen Fliegen haben einen kurzen sowie kräftigen Saugrüssel, der zur Nahrungsaufnahme dient. Das Gesicht ist grau mit unbehaarten Augen, an deren Hinterkopfende weiße Haare hervorragen. Die Brust (der Thorax) ist grau mit drei dunkelgrauen, am Rücken gelegenen Längsstreifen. Das Scutellum sowie die Chitinplatten an den Seiten, auch bauchseitig, sind grau mit schwarzen kurzen Haaren auf der Mittelbrust. Der Bauch ist rötlichgelb, mitten mit dreieckigen schwarzen Flecken überzogen, an den Flanken mit schwarzen Seitenflecken. Die Beine sind gelb, die Füße eher bräunlich. Die Flügel sind bräunlich gefleckt.

## Vorkommen und Lebensraum
Die Flugzeit ist von Mai bis September. Die Fliegen sind vor allem in Wäldern und an Waldrändern recht häufig zu finden und sitzen oft mit abgespreizten Beinen und erhobenem Vorderkörper auf Baumstämmen oder Totholz. Meistens weist der Kopf dabei nach unten. Aus dieser Stellung stürzen sie sich auf vorbeifliegende Beutetiere, wie zum Beispiel kleine Fliegen. Sie ernähren sich meist von kleinen Insekten.

## Larvalentwicklung
Die Weibchen legen ihre Eier meistens einzeln auf den Boden, Mist oder morsches Holz. Die zylinderförmigen Larven haben eine unvollständige Kopfkapsel sowie Mundhaken, die aus den Mandibeln und Maxillen gebildet werden. Der Körper ist mit schwachen Kriechwülsten ausgestattet. Sie leben am und im Boden, zwischen Moos, Laubstreu und Mist, aber auch unter Rinde. Sie ernähren sich meist von kleinen Insekten sowie Regenwürmern. Die Puppen der Schnepfenfliegen leben im Boden. Die Überwinterung erfolgt meistens als Larve.